# Distretto di Marcapomacocha
Il distretto di Marcapomacocha  è uno dei dieci distretti della provincia di Yauli, in Perù. Si trova nella regione di Junín e si estende su una superficie di  888,56 chilometri quadrati.